# Цаню Барбаревски
Цаню Барбаревски е български революционер, кратовски войвода на Вътрешната македоно-одринска революционна организация.

## Биография
Роден е в село Барбарево (Горно или Долно Барбарево), тогава в Османската империя, днес в Северна Македония. Влиза във ВМОРО и става селски войвода. През март 1911 година води сражение с турски части при село Стубел, Кратовско. Баща е на войводата на ВМРО Ванчо Барбаревски.